# A Reminder (EP)
A Reminder es el primer EP del cantante y compositor Drake Bell. El EP fue producido por John Fields quien también ha producido álbumes de música para Jonas Brothers, Selena Gomez y Rooney. El EP contiene nuevas canciones realizadas por Drake Bell mientras viajaba por el mundo, y decidió hacerlo ya que dijo que no lanzaría un CD hasta el próximo año. Este EP contiene las canciones Terrific, del cual hay dos videos musicales, y You're Not Thinking. 
The Nashville Sessions, el primer extended play de Bell, se grabó antes del álbum debut de Bell, Telegraph y nunca se publicó oficialmente. A Reminder fue producido por Bell, John Fields y Bleu. El EP contiene 4 pistas de canciones nuevas interpretadas por Bell en todo el mundo. También contiene su sencillo "Terrific".

## Lanzamiento y promoción
"Terrific", el sencillo principal del EP, fue lanzado el 14 de junio de 2011. Los vídeos musicales de "Terrific" y "You're Not Thinking" se publicaron en el canal oficial de YouTube de Drake Bell en 2011.

## Recepción Crítica
"A Reminder" recibió críticas positivas de la crítica. En su reseña de A Reminder, Under The Gun afirmaba: "Resumiendo, A Reminder es una entretenida colección en miniatura, con algunas golosinas de temporada perfectamente sincronizadas que deberían ser escuchadas con facilidad durante el verano. Hay indicios de un ojo y un oído más agudos en el enfoque de Bell que pueden permitirle diferenciarse del resto en sus futuros proyectos, aunque siempre ha sido mejor de lo que sus credenciales de teenybopper pueden dar a entender. Un poco cursi quizás, pero una escucha reconfortante."

## Demanda
En 2011, uno de los productores del EP, John Fields, demandó a Bell por 36.000 dólares. Supuestamente, Bell encargó 9 canciones por 9.000 dólares cada una, pero solo pagó 5. Solo cuatro llegaron al EP.

## Lista de canciones
| N.º   | Título                | Escritor(es)  | Duración |  |
| 1.    | «Terrific»            | Drake Bell    | 3:23     |  |
| 2.    | «You're Not Thinking» | Bell          | 3:12     |  |
| 3.    | «Big Shot»            | Bell          | 3:13     |  |
| 4.    | «Speak My Mind»       | Scott Simmons | 4:13     |  |
| 14:02 |                       |               |          |  |